# Механічна передача

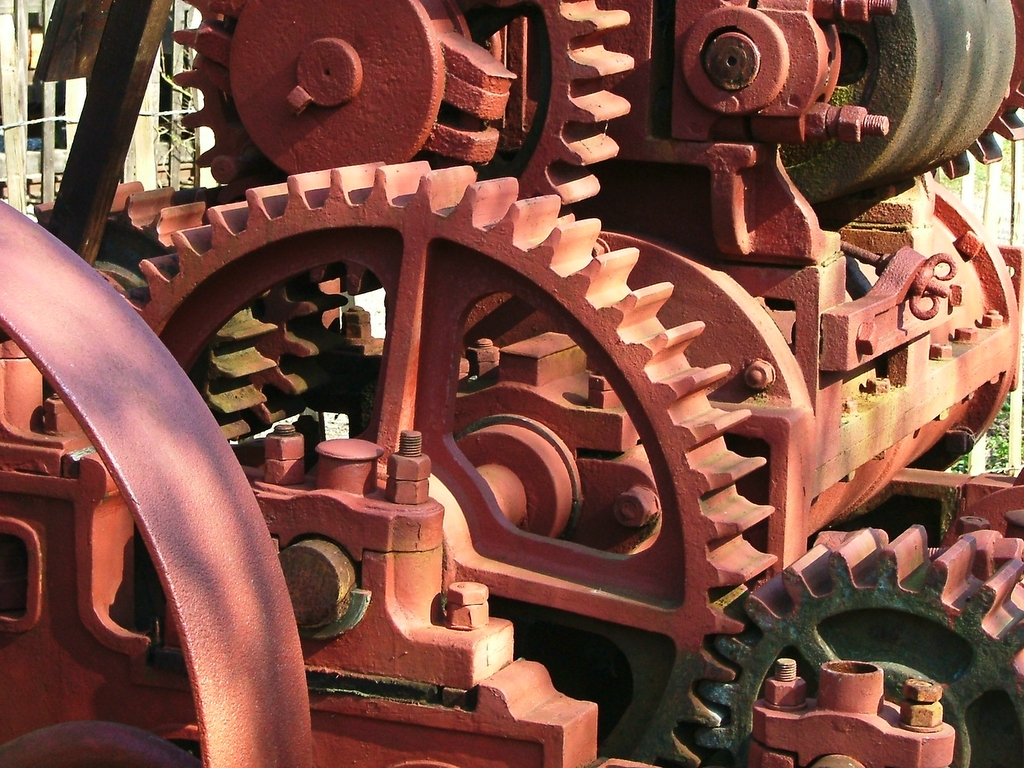
Приклад механічної передачі — зубчасті передачі у механізмі привода дробарки

Механі́чна переда́ча — механізм для передавання механічної енергії від двигуна до робочого органу машини з перетворюванням параметрів руху (швидкостей, крутних моментів, видів і законів руху). У деяких випадках й виду самого руху. Передавальні механізми входять до складу приводів.

## Призначення
Основне призначення механічних передач — це узгодження параметрів руху робочих органів машини з параметрами руху вала двигуна.
Потреба встановлення механічної передачі між двигуном та робочим органом машини як складової частини привода диктується такими завданнями:
- для вибору оптимальної швидкості руху;
- для регулювання швидкості руху (збільшення або зменшення);
- для перетворення виду руху: обертального на поступальний (передачі рейкові і гвинт–гайка) і навпаки (кривошипно-хитний механізм);
- для зміни напрямку руху (реверсування);
- для зміни обертальних моментів і зусиль при русі;
- для передачі потужності на відстань.

## Класифікація
Передачі обертового руху, у свою чергу, поділяють за принципом роботи на:
- передачі зачепленням, що працюють без проковзування (зубчасті передачі, черв'ячні передачі і ланцюгові передачі);
- передачі тертям (пасові та фрикційні передачі).

За наявністю проміжної гнучкої ланки, що забезпечує можливість розміщувати вали на значних відстанях один від одного, розрізняють:
- передачі із гнучкою проміжною ланкою (пасові і ланцюгові передачі);
- передачі безпосереднім контактом (зубчасті, черв'ячні, фрикційні передачі та ін.).

За взаємним розташуванням валів механічні передачі бувають:
- з паралельними осями валів (циліндричні зубчасті, ланцюгові, пасові передачі);
- з осями, що перетинаються (конічні зубчасті);
- з мимобіжними осями, що перехрещуються (черв'ячні, гіпоїдні).

За основною кінематичною характеристикою — передатним відношенням — розрізняють передачі:
- з постійним передатним відношенням (редуктор);
- із змінним передатним відношенням (ступінчасті — коробки передач і безступінчасті — варіатори).

Передачі, що перетворюють обертовий рух в безперервний поступний або навпаки, поділяють на передачі:
- гвинт — гайка (ковзання і кочення);
- рейка — рейкова шестерня;
- рейка — черв'як;
- довга напівгайка — черв'як.

## Основні характеристики
Основний кінематичний параметр механічної передачі — передавальне відношення {\displaystyle i={\frac {\omega _{1}}{\omega _{2}}}={\frac {n_{1}}{n_{2}}}}, яке дорівнює відношенню кутової швидкості ω1 тягової ланки до кутової швидкості ω2 веденої ланки передачі.
Енергетичними параметрами механічної передачі є передавані потужності на тяговій ланці N1 і на веденій ланці N2, а також коефіцієнт корисної дії (ККД), що визначається за співвідношенням η = N2/N1. ККД характеризує ступінь досконалості механічної передачі і за ним можна оцінити втрати потужності ∆N у передачі:
∆N = N1–N2 = N1(1–η).
Параметри ω1 і ω2, а також N1 і N2 є мінімально необхідними для розрахунку будь–якої механічної передачі.
Передавані потужності (Вт), та кутові швидкості (рад/с), визначають крутні моменти, H·м, на валах передачі:
- на тяговому валу

M1 = N1/ω1;
- на веденому валу

M2 = N2/ω2.
Співвідношення між крутними моментами на валах механічної передачі можна встановити за цими виразами і записати у такому вигляді:
M2/M1 = i·η або M2 = M1·i·η
Інколи швидкості обертання ланок механічної передачі задаються у вигляді частоти обертання n (хв–1). Зв'язок між кутовою швидкістю ω (рад/с), та частотою обертання n (хв–1), виражається співвідношенням
ω = π·n/30.
У приводах машин можуть застосовуватись кілька послідовно сполучених механічних передач. У цьому випадку загальне передавальне відношення i привода та його ККД визначаються за наведеними нижче формулами:
ω2 = ω1/i1; ω3 = ω2/i2 = ω1/(i1·i2); ω4 = ω3/i3 = ω1/(i1·i2·i3).
Загальне передавальне відношення привода
i = ω1/ω4 = i1·i2·i3.
Отже, загальне передавальне відношення привода, що складається з кількох механічних передач, дорівнює добутку передавальних відношень його складових передач, тобто
i = i1·i2·…·in.
Зв'язок між потужностями на окремих валах привода запишемо у вигляді
N2 = N1·η1; N3 = N2·η2 = N1·η1·η2; N4 = N3·η3 = N1·η1·η2·η3.
Відповідно, ККД всього приводного механізму:
η = N4/N1 = η1·η2·η3
ККД приводу, що складається з декількох послідовно сполучених механічних передач, дорівнює добутку ККД всіх його складових передач, тобто
η = η1·η2·…·ηn.

## Ілюстрації

Зубчаста циліндрична передача.
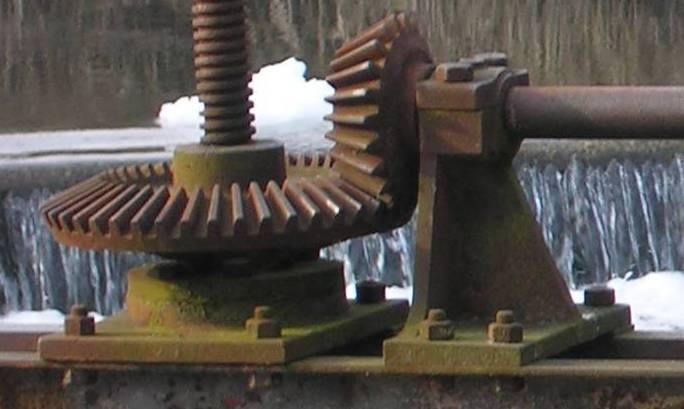
Зубчаста конічна передача.
Зубчасто-рейкова передача.
Гіпоїдна передача.

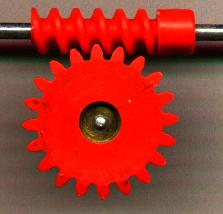
Черв'ячна передача.
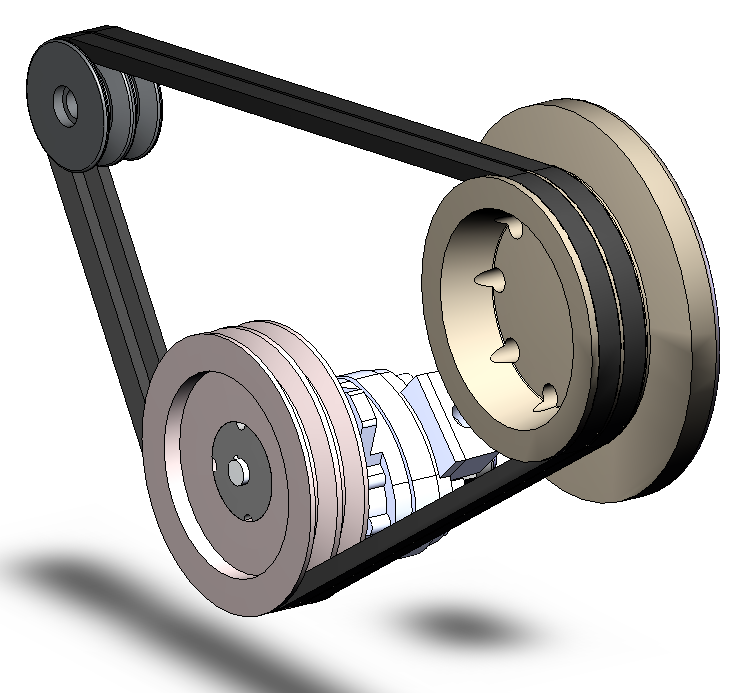
Клинопасова передача.
Ланцюгова передача.
Кульковогвинтова передача.